# Gwenlann
Pour les articles homonymes, voir Gwenc'hlan.
Gwenlann, ou Gwenc'hlan, est un groupe français de pop rock d'inspiration bretonne ou celtique, originaire de Glomel, Côtes-d'Armor. Formé en 1996, il devient le représentant du rock celtique, à une époque où ce courant connu une nouvelle vague. À l'origine, son nom est Gwenc'hlan. Il prend le nom de Gwenlann au printemps 2003. 

## Biographie
Le groupe de rock celtique Gwenc'hlan est fondé au milieu des années 1990 en Centre-Bretagne (Kreiz Breizh) par deux frères, Gaël et Ronan Duro. Le guitariste David Jeanningros, le sonneur Fred Bail et le batteur Erwan Jegou se joignent à eux. En 1998, Hervé Batteux, déjà connu à cette époque pour ses prestations avec deux grands noms de la scène bretonne, Alan Stivell et Pat O'May, rejoint la formation à la batterie et aux percussions.
En mai 1998, sort le premier album du groupe, À nos conneries, distribué par Coop Breizh et Musisoft. Il contient plus de dix instruments pour une large palette sonore métissée et, en hommage, une reprise d'un poème en breton de Glenmor, Gronval. En juillet 2000 sort le deuxième album, Un peu d'air, distribué par Wagram. Les instruments rock s'affirment, les textes en français du chanteur sont travaillés, la musique est plus harmonisée. En juillet 2001, le groupe est programmé au festival des Musiques d'ici et d'Ailleurs. En avril 2003, sort le troisième album Sexywell, distribué par Sony Music. L'album est plus pop et contient deux reprises, Sorry Angel, un hommage à Serge Gainsbourg et Dehors Novembre, une musique d'un groupe québécois, Les Colocs.
La tournée de l'album sorti en 2003 passe par Paris, après une date au Divan du Monde en 2000 en 1re partie de Red Cardell (Nuit Celtique au Stade de France en mars 2004, La Flèche d'or). Le groupe s'est produit en Bretagne, dans les grands festivals (vainqueur du 1er tremplin des Vieilles Charrues en 1996 et concerts en 2000 et 2006, l'Interceltique de Lorient, Cornouaille Quimper), en France mais aussi en Espagne, Suisse, Pays-Bas et Belgique. 
Le groupe fait une pause après l'été 2007, pour finalement ne pas reprendre la route. Après 6 ans d’absence, le groupe présente un best of en 2013 et décide de remonter sur scène, à la suite d'une sollicitation de l'association A1C, en organisant début 2014 la tournée «  Kreiz Breizh Konnection » (Glomel ou tout avait commencé, Plonévez-du-Faou, Rennes, cabaret Vauban à Brest). En octobre 2014, Gwenc'hlan enregistre son premier album live à Brasparts.

## Membres

### Membres actuels
- Fred Bail - cornemuse, whistles, flûte traversière (depuis 1996)
- Gaël Duro - basse, chant (depuis 1996)
- Ronan Duro - guitares, clarinette (depuis 1996)
- Fañch Le Corre - guitares (depuis 1996)
- David Gosson - batterie (temporairement en 1998, depuis 2003)
- David Jeanningros - guitares, mandoline (1996-2007, 2015)

### Anciens membres
- Erwan Jegou - batterie (1996-1997)
- Hervé Batteux - ex batteur d’Alan Stivell et Pat O’May (1998-2003)
- Anthony Masselin - cornemuse, membre de Soldat Louis (2004)
- Gwen Goulène - accordéon, flûte
- Dr4 - machine (2003)

### Invités
- Frédéric Guichen, ex-membre d'Ar Re Yaouank (accordéon diatonique, pour l'album Un peu d'air)
- Stéphane de Vito (basse et programmation, pour l'album Sexywell)
- Estelle et Séverine Abraham (voix, pour l'album Sexywell)

## Discographie

### Album live
- 2015 : Un samedi soir à Gwernandour

### Compilations
- 1999 : Compile méga celte (Wagram)
- 2013 : Best off (pour les 15 ans du 1er album)